# 王祥林
王祥林（1946年5月—），男，汉族，广西博白人，中华人民共和国政治人物。曾任全国工商联常委。第八、九、十届全国政协委员。